# Universitätsbibliothek Bielefeld
Die Universitätsbibliothek Bielefeld ist eine Bibliothek und die zentrale Betriebseinheit der Universität Bielefeld in der ostwestfälischen Stadt Bielefeld. Sie ist eine zentral verwaltete, wissenschaftliche Gesamtbibliothek ohne selbständige Teil- oder Institutsbibliotheken. Ihre Bestände sind dezentral in 22 Fachbeständen aufgestellt.
Die Universitätsbibliothek hat einen Bestand von über 2,3 Millionen Büchern und Zeitschriften. Hierzu kommen weitere ca. 1,6 Millionen digital verfügbare Titel (E-Books, E-Journals).

## Aufgaben und Strategie

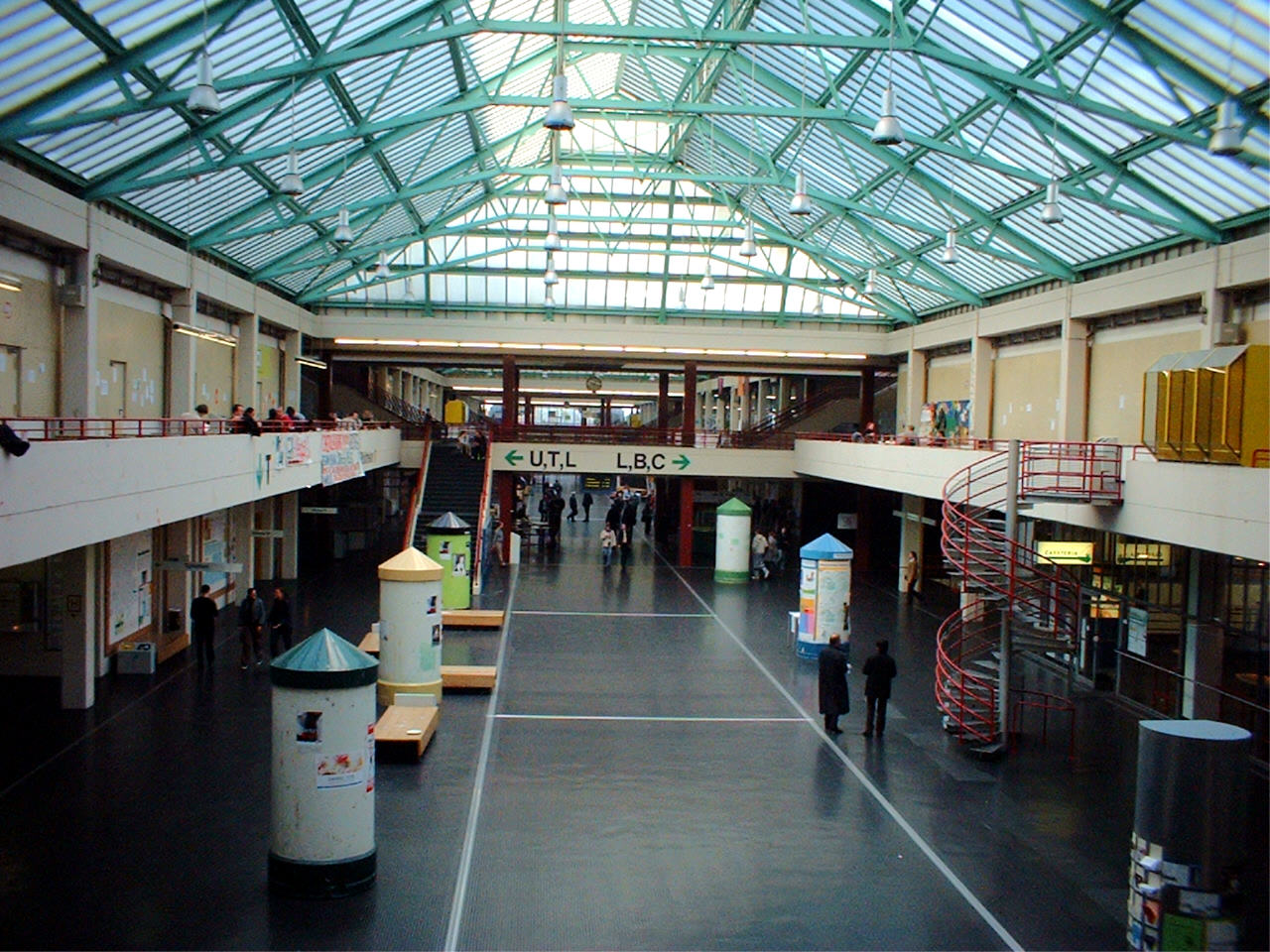
Halle der Uni Bielefeld – die Bibliothek befindet sich auf der gesamten Ebene 1

Die Universitätsbibliothek dient in erster Linie der Forschung, der Lehre und dem Studium an der Universität Bielefeld. Daneben steht sie der beruflichen und persönlichen Information und Weiterbildung zur Verfügung.
Die Universitätsbibliothek Bielefeld ist nicht nur die zentrale Hochschulbibliothek für die 1969 gegründete Universität Bielefeld, sondern darüber hinaus auch eine der wichtigsten Universalbibliotheken für die gesamte Region Ostwestfalen-Lippe.
Die Hauptaufgabe der Bibliothek ist die Literatur- und Informationsversorgung der Hochschulangehörigen der Universität Bielefeld. Entsprechend den Bedarfen in Forschung und Lehre wird Literatur in gedruckter oder digitaler Form bereitgestellt. Die Bestände der Universitätsbibliothek können auch von nichthochschulangehörigen, externen Personen genutzt werden.
Eine weitere wichtige Aufgabe ist die Vermittlung von Daten- und Digitalkompetenz durch regelmäßige Schulungen (Katalog- und Bibliotheksbenutzung, Literatur- und Informationsrecherche im Internet, Literaturverwaltung, Datenbankeinführungen und Bibliotheksführungen). Die Bibliothek sieht ihren Arbeitsschwerpunkt in den digitalen Informationsdiensten.
Die Universitätsbibliothek hat in ihrer Strategie „UB 2025 – Zukunftsstrategie der Universitätsbibliothek Bielefeld“ acht Handlungsfelder benannt, auf denen sie unter sich verändernden Rahmenbedingungen exzellente und zukunftsorientierte Dienstleistungen entwickelt:
1. Exzellenz in Service und Innovation
2. Umfassende, effiziente Informationsversorgung und Förderung der Informationskompetenz
3. Bibliothek als Lernort
4. Unterstützung wissenschaftlicher Forschung und Publikation
5. Bedarfsorientierte Serviceentwicklung
6. Vernetzung mit Partnern
7. Bibliothek als lernende Organisation
8. Kompetenzentwicklung der Mitarbeitenden.

## Geschichte
Die Bibliothek wurde im Jahr 1967 gegründet und nahm am 1. April 1968 im Schloss Rheda, etwa 30 Kilometer südwestlich von Bielefeld entfernt, ihre Arbeit auf. Die Aufbauarbeit wurde zuletzt gleichzeitig an 48 Standorten zwischen Bielefeld und Münster geleistet. Zum Sommersemester 1976 bezog die Bibliothek ihre Räume im neu errichteten Hauptgebäude der Universität.
Von Beginn an war der Einsatz der elektronischen Datenverarbeitung von großer Bedeutung. So erfolgte 1977 der Einsatz des ersten Online-Katalogisierungssystems Deutschlands (IBAS). 1988 wurde der erste deutsche Hochschulbibliothekskatalog auf CD-ROM herausgegeben.
Die Bibliothek entwickelte u. a. das Dokumentliefersystem JASON (1993).
1996 wurde der erste Bibliothekskatalog im Web auf Basis von BRS Search freigeschaltet.
Die Bibliothek entwickelte die Digitale Bibliothek NRW (1999).
Seit 2003 wird ein Hochschul-Publikationsserver betrieben. Bis 2011 auf Basis der Software OPUS unter dem Namen BieSOn, seit August 2011 unter dem Namen PUB Theses anfangs auf Basis des an der Universität Lund und der Universität Gent entwickelten Systems LUUR (Lund University Universal Repository Software), später auf Basis des Systems LibreCat, welches an der Universitätsbibliothek Bielefeld entwickelt wurde.
Seit 2004 betreibt die Universitätsbibliothek die wissenschaftliche Suchmaschine BASE. Sie ist inzwischen eine der weltweit größten Suchmaschinen für wissenschaftliche (Open-Access-) Dokumente im Web.
2004 wurde der Fachbestand Wirtschaftswissenschaft/Mathematik als mit einem Avatar begehbare 3D-Welt (Virtueller Rundgang) nachgebildet und ein interaktives Tutorial zur Online-Recherche erstellt.
Die Universitätsbibliothek Bielefeld unterstützt seit 2009 mit dem Betrieb der Open-Source-Software Open Journal Systems (OJS) die Herausgabe von Open-Access-Zeitschriften an der Universität Bielefeld unter dem Namen BieJournals. BieJournals ist ein Baustein des Konzepts der Universität Bielefeld zur Förderung von Open Access / Open Science.
2009 erfolgte die Migration des Bibliothekskatalogs auf Basis von Suchmaschinentechnologie und unter Nutzung von Web 2.0-Techniken in Kooperation mit der Universitätsbibliothek Heidelberg.
Seit 2013 setzt die Bibliothek den EBSCO Discovery Service (EDS) im Bibliothekskatalog ein, der seitdem unter dem Namen Katalog.plus! angeboten wird.
Seit 2014 betreibt die Universitätsbibliothek die internationale Initiative OpenAPC zur Herstellung von Markt- und Kostentransparenz für kostenpflichtige Open-Access-Publikationen.
Seit 2017 werden bibliometrische Dienstleistungen und Beratung angeboten.
Von 2017 bis 2021 leitete die Universitätsbibliothek Bielefeld den „Nationalen Open-Access-Kontaktpunkt“ im Auftrag der Allianz der deutschen Wissenschaftsorganisationen.
2021 führt die Universitätsbibliothek als eine der ersten Bibliotheken in NRW das cloudbasierte Bibliotheksmanagementsystem Alma ein. Der Bibliothekskatalog wurde zeitgleich auf die Open-Source-Software VuFind unter Einbindung des EBSCO Discovery Service umgestellt. Neben dem Nachweis des gedruckten Bestandes bietet der Katalog.plus mittlerweile einen Direktzugriff auf über 1 Mio. Online-Publikationen. Der Fachbestand Medizin wurde offiziell als Teil der im Aufbau befindlichen medizinischen Fakultät der Universität Bielefeld als 22. Fachbestand der Universitätsbibliothek eröffnet.
Seit 2025 engagiert sich die Universitätsbibliothek verstärkt in der Erprobung verschiedener Einsatzmöglichkeiten von Künstlicher Intelligenz. Die Schwerpunkte liegen auf
- Entwicklung KI-gestützter Chat-Bots
- Prüfung und Entwicklung geeigneter KI-Methoden zur Unterstützung der formalen sowie inhaltlichen Erschließung von Bildern aus Retrodigitalisierungsprojekten der Universitätsbibliothek
- Entwicklung einer KI-basierten Suche in verschiedenen Informationssystemen der Universitätsbibliothek
- Entwicklung einer KI-gestützten automatischen Sacherschließung von E-Book-Beständen
- KI und Literaturrecherche[10]

Die Bibliothek sieht sich als einen der Vorreiter für die Einführung von Open Access an deutschen Hochschulen.
Die Bibliothek beteiligt sich an verschiedenen regionalen und überregionalen Projekten. Die Universitätsbibliothek führt regelmäßig Veranstaltungen und Tagungen durch, u. a. veranstaltete die bis 2010 regelmäßig stattfindende Internationale Bielefeld Konferenz, die Entscheidern aus Bibliotheken Europas und weltweit ein Forum für Strategiediskussionen bot. 2018 fand die 19. DINI-Jahrestagung  mit dem Titel „Open Science – Digitaler Wandel in Forschung und Lehre“ in Bielefeld statt. 2020 führte die Universitätsbibliothek die Open Access Tage 2020 unter dem Motto „At Home but open“ vollständig digital durch.

## Direktoren
- Harro Heim (1968–1984)
- Karl Wilhelm Neubauer (1985–2002)
- Norbert Lossau (2002–2006)
- Michael Höppner (2006–2012)
- Barbara Knorn (2013 – )

## Besondere Dienstleistungen
Aus den in der Zukunftsstrategie UB 2025 definierten acht Handlungsfeldern leiten sich besondere, das klassische Leistungsspektrum einer Bibliothek überschreitende Dienstleistungen ab. Besonders hervorzuheben sind in diesem Zusammenhang die folgenden Dienste:

### Zugänglichkeit von Informationen
Digitale und gedruckte wissenschaftliche Informationen werden bedarfsgerecht und unter Einbeziehung der unterschiedlichen Nutzergruppen bereitgestellt. Der Erwerb von Medien orientiert sich an den Kriterien Nachhaltigkeit und möglichst umfassender Nutzungsrechte. Mit einer integrierten Suchumgebung kann in den vor Ort vorhandenen Beständen und in online verfügbaren Informationsquellen recherchiert werden. Für die Bibliothek gilt ein duales Anforderungsprofil für gedruckte und elektronische Information.
Die Bibliothek ist ein einschichtiges Bibliothekssystem mit umfangreicher Freihandaufstellung (ca. 95 %), ohne selbständige Teil- oder Institutsbibliotheken. Alle Bestände der Bibliothek befinden sich im Universitätshauptgebäude sowie im 2014 eröffneten Gebäude X auf der Ebene 1. Leitendes Prinzip bei der räumlichen Gliederung ist die Nähe zur jeweiligen Fakultät. Eine Übersicht über die räumliche Situation der Fachbibliotheken und ihrer Bestände bieten die Lagepläne der Fachbibliotheken und Bibliothekseinrichtungen. Die Universitätsbibliothek legt besonderen Wert auf ausgedehnte Öffnungszeiten, die wochentags bis 1 Uhr nachts und an Wochenenden und Feiertagen bis 22 Uhr reichen. Mit ca. 111 Wochenstunden und 353 Öffnungstagen im Jahr hat die Universitätsbibliothek vergleichsweise überdurchschnittlich lang geöffnet. Die besondere Integration von gedrucktem und elektronischem Bestand, Arbeitsplätzen und personellem Service sowie die räumliche Nähe der Fachbibliotheken zur jeweiligen Fakultät ist für die Nutzer besonders komfortabel. Kurze Wege und eine gute, direkte Zugänglichkeit sind als Vorteile hervorzuheben.
Die Digitalisierung von Forschung und Lehre als anhaltender Innovationsprozess bildet für die Universitätsbibliothek eine erhebliche Herausforderung. Neben der Mitgestaltung digitaler Technologien und der Entwicklung entsprechender Dienstleistungen für Forschung und Lehre gilt es, auf sich wandelnde Anforderungen an die wissenschaftliche Informationsversorgung seitens der unterschiedlichen Nutzergruppen angemessen zu reagieren, insbesondere der Ausbau der elektronischen Informationsversorgung und Services sind Schwerpunkte. Damit gemeint sind, u. a. die nutzergesteuerte Erwerbung, eine „e-preferred“-Strategie in der Erwerbung oder der Digitalisierungs- und Lizenzierungsservice für Werke aus dem eigenen Bestand. Im Falle einer positiven Prüfung wird das Werk digitalisiert und in den Digitalen Sammlungen der Universitätsbibliothek veröffentlicht und kann dort genutzt und als PDF heruntergeladen werden. Der Service ist kostenlos.

### Publikationsdienste
Die Universitätsbibliothek bietet den Wissenschaftlern der Universität Bielefeld verschiedene Publikationsdienste an.
Über das institutionelle Repositorium PUB können Wissenschaftler der Universität Bielefeld persönliche Publikationslisten erstellen, Texte und Daten selbstarchivieren und zweitveröffentlichen. PUB weist damit den wissenschaftlichen Output der an der Universität Bielefeld beheimateten Wissenschaftler nach.
Die Universitätsbibliothek Bielefeld unterstützt zudem mit dem Betrieb der Open-Source-Software OJS (Open Journal Systems) die Herausgabe von Open-Access-Zeitschriften an der Universität Bielefeld.
Bielefelder Hochschulschriften (Dissertationen, Habilitationen etc.) können – je nach den einschlägigen Bestimmungen der einzelnen Fakultäten – entweder in gedruckter oder in elektronischer Form veröffentlicht werden.
Das Repositorium „BieColl – Bielefeld eCollections“ dient der Publikation von Konferenzberichten, Sammelwerken und Abstract-Bänden, die von Einrichtungen oder Wissenschaftlern der Universität Bielefeld organisiert bzw. herausgegeben werden.
Der Wissenschaftsverlag „BiUP – Bielefeld University Press“ der Universität Bielefeld, versteht sich insbesondere als eine Publikationsplattform für zukunftsweisende Spitzenforschung in den Geisteswissenschaften (Humanities) und entstand 2019 aus dem Sonderforschungsbereich SFB 1288 „Praktiken des Vergleichens“ heraus; zuerst in Kooperation mit dem Transcript Verlag und seit 2025 unter selbstständiger Leitung. Die Universitätsbibliothek fördert das Publizieren in BiUP.

### Forschungsdaten
Forschungsdaten bilden ein wesentliches Fundament wissenschaftlicher Arbeiten und dokumentieren deren Ergebnisse. Das Kompetenzzentrum Forschungsdaten – eine zentrale Serviceeinrichtung der Universität als Kooperation von Universitätsbibliothek Bielefeld und Bielefelder IT-Servicezentrum (BITS) – bietet umfassende Beratung, Fortbildungen und Tools zum Forschungsdatenmanagement an.

### Bibliometrische Dienstleistung und Beratung
Bei der Beantragung von Drittmitteln gewinnt die Darstellung von Forschungsleistungen – unter anderem durch bibliometrische Indikatoren – an Bedeutung. Um Wissenschaftlern der Universität Bielefeld bei diesem Aspekt der Drittmittelakquise zu unterstützen, bietet die Universitätsbibliothek bibliometrische Dienstleistung und Beratung an, die Antragstellern helfen sollen, sich mit ihrem Forschungsprofil und Forschungsleistungen dem Drittmittelgeber zu präsentieren.

### Open Access und Open Science
Die Universitätsbibliothek verfolgt mit ihren vielfältigen Unterstützungs- und Infrastrukturangeboten zur Implementierung von Open Access die aktive Umsetzung der Open-Access-Strategie der Universität, deren Grundlage in ihrer Open-Access-Resolution im Jahr 2005 gelegt wurde.
Ausgehend von Open Access als Baustein von Open Science tritt die Bibliothek durch ihr Engagement innerhalb der Universität, in regionalen, nationalen und internationalen Initiativen zur Förderung der Prinzipien offener Wissenschaft ein.

### Publikationsfonds
Der Publikationsfonds der Universität Bielefeld fördert die Veröffentlichung von Open-Access-Monographien, -Sammelbänden, -Sammelwerksbeiträgen und von Artikeln in Open-Access-Zeitschriften. Die Mittel für den Fonds werden von der Universität Bielefeld und der Deutschen Forschungsgemeinschaft zur Verfügung gestellt.

## Statistische Angaben
- Bestand (gedruckt): 2.298.208 Bände
- Bestand (digital): 1.485.313 Titel
- Zeitschriften: 49.648 lizenzierte elektronische Zeitschriften (10.026 laufende Abos), 1.555 gedruckte Zeitschriften (Abonnements)
- Nutzerarbeitsplätze: 1.920 (Einzel- und Gruppenarbeitsplätze), davon 154 PC-Arbeitsplätze
- Bibliotheksbesuche pro Jahr: 1.150.176
- Registrierte Nutzerinnen und Nutzer: 41.733
- Gesamtzahl der Ausleihen einschließlich Verlängerungen: 617.033

Quelle: 